# Международная коммунистическая организация (Франция)
Междунаро́дная коммунисти́ческая организа́ция (фр. Organisation Communiste Internationaliste, OCI) — троцкистская политическая организация во Франции, с 1991 года действует в качестве фракции «Международное коммунистическое течение» в Партии трудящихся, а после роспуска последней в 2008 году — в Независимой рабочей партии.

## История
В 1952 году руководство Международной коммунистической партии, ключевыми фигурами в котором были Пьер Ламбер и Марсель Блайбтрой, было снято решением Международного секретариата Четвёртого интернационала. Большинство организации не поддержало этого решения, что привело к её расколу. В следующем, 1953, году Ламбер и Блайбтрой были одними из инициаторов создания Международного комитета Четвёртого интернационала (МКЧИ), оппозиционного международному руководству во главе с Мишелем Пабло.
В период Алжирской войны за независимость в МКП начались расхождения между Ламбером и Блайбтроем о поддержке существовавших в Алжире национально-освободительных организаций. Ламбер считал, что необходимо ориентироваться на Движение за торжество демократических свобод (МТЛД) во главе с Мессали Хаджем, а Блайбтрой — на Революционный комитет единства и действия (КРУА, предшественник Фронта национального освобождения). В итоге, в 1955 году Ламбер исключил Блайбтроя из организации.
С 1967 года МКП стала называться Международной коммунистической организацией (OCI). В период студенческих волнений 1968 года организация быстро росла. Тогда же OCI была запрещена вместе с другими ультралевыми группами, и временно приняла название «Троцкистская организация». В конце 1960 — начале 1970-х годов OCI наладила связи с профсоюзом «Рабочая сила» («Форс увриер», Confédération Générale du Travail — Force Ouvrière).
Во второй половине 1960-х годов у руководства OCI начались разногласия с лидерами другой ключевой секции МКЧИ — британской Социалистической трудовой лигой Джерри Хили. В 1971 году сторонники Ламберта покинули Интернационал, создав к 1972 году собственную международную тендендцию — Организационный комитет за реконструкцию Четвёртого интернационала (ОКРЧИ). Несогласные с этим внутри OCI во главе с Мишелем Варгой (Балажем Надем) создали Международную лигу реконструкции Четвёртого Интернационала.
В 1981 году OCI вновь стала именовать себя Международной коммунистической партией. А в 1984 году при участии представителей различных социалистических течений было сформировано Движение за Партию трудящихся (ДЗПТ). Организация переживает ряд расколов. В 1984 году против учреждения ДЗПТ выступила часть организации во главе со Стефаном Жюстом, которые были исключены. В 1986 году из организации вышли несколько сотен активистов во главе с Жаном-Кристофом Камбаделисом, и вошли в состав Социалистической партии. А в 1989 году было исключено около сотни активистов вместе с известным историком Пьером Бруэ.
На основе ДЗПТ в 1991 году была учреждена Партия трудящихся, а МКП вошла в неё в качестве Международного коммунистического течения (Courant communiste internationaliste).

## Известные члены
В МКО в разное время состояли Лионель Жоспен, Жан-Люк Меланшон и Жан-Кристоф Камбаделис, затем сделавшие себе карьеру в Социалистической партии. В МКО также были активны троцкистские историки Пьер Бруэ, основатель Института Троцкого, и Жан-Жак Мари, организатор Центра изучения и исследований международных троцкистских и революционных движений (CERMTRI).